# Semi-groupe topologique
En mathématiques, un semi-groupe topologique est un semi-groupe muni d'une structure d'espace topologique telle que la loi du semi groupe soit une application continue.
Chaque groupe topologique est un semi-groupe topologique.

## Voir également
- Strongly continuous semigroup
- Analytic semigroup
- Ellis–Numakura lemma